# Watonwan megye
Watonwan megye az Amerikai Egyesült Államokban, azon belül Minnesota államban található. Megyeszékhelye és legnagyobb városa St. James. Lakosainak száma 11 253 fő (2020. április 1.). Watonwan megye Brown, Martin, Blue Earth, Cottonwood és Jackson megyékkel határos.

## Népesség
A megye népességének változása:
| Lakosok száma | 11 216 | 11 183 | 11 156 | 11 137 | 10 952 | 11 253 |
|               | 2010   | 2011   | 2012   | 2013   | 2015   | 2020   |